# Anas georgica georgica
El Pato maicero de la isla San Pedro (Anas georgica georgica) es una subespecie de Anas georgicas. Vive solamente en el área subantártica la isla San Pedro en el archipiélago de las islas Georgias del Sur. Con frecuencia es carnívoro, buscando en los restos de los cuerpos de elefantes marinos cuando los puede encontrar. Se cree que es una respuesta al clima increíblemente duro en las islas antárticas del norte, y la falta de alimento nutritivo disponible fácilmente.
Existe un estimado de alrededor de 1.000 parejas de cría de esta subespecie.  
Los pequeños patos anidan en hierba tussok, y cuando regresan de alimentarse, usualmente se posan a cierta distancia alejada antes de arrastrarse a través de la maleza, para no dejar que las aves depredadoras se acerquen a los vulnerables polluelos y huevos.